# HNK Suhopolje
Pour les articles homonymes, voir HNK.
Le HNK Suhopolje ou Hrvatski nogometni klub Suhopolje est un club croate de football fondé en 1912, basé à Suhopolje. 
La meilleure performance du club en Championnat de Croatie de football est une neuvième place obtenue lors du Championnat de Croatie de football 1996-1997. 

## Anciens joueurs
- Alen Mrzlečki
- Lucian Popescu